# Brachyelytrum
Tribu
Genre
Classification phylogénétique
Brachyelytrum  est un genre de plantes monocotylédones de la famille des Poaceae, sous-famille des Pooideae, originaire d'Amérique du Nord et d'Asie orientale.
Ce genre, qui regroupe trois espèces, est l'unique genre de la tribu des Brachyelytreae (tribu monotypique).
Étymologie
le nom générique « Brachyelytrum » est formé des racines grecques brachys (court) et elytron (enveloppe, étui), en référence à ses glumes courtes.

## Liste d'espèces
Selon World Checklist of Selected Plant Families (WCSP) (13 septembre 2016) :
- Brachyelytrum aristosum (Michx.) Trel., Branner & Coville (1888 publ. 1891)
- Brachyelytrum erectum (Schreb.) P.Beauv., Ess. Agrostogr.: 39, 155 (1812)
- Brachyelytrum japonicum (Hack.) Matsum. ex Honda, J. Fac. Sci. Univ. Tokyo, Sect. 3 (1930)